# Bulu (bantu jezik)
Bulu jezik (ISO 639-3: bum; boulou), benue-kongoanski jezik sjeverozapadne bantu skupine u zoni A, kojim govori oko 858 000 ljudi (2007) u kamerunskim provincijama, East, South i Center. Zajedno s još sedam drugih jezika pripada podskupini yaunde-fang (A.70).
Njime se koristi kao drugim jezikom oko 800 000 ljudi (1981 UBS). Razumljiv je jezicima eton [eto], ewondo [ewo] i fang [fak]. Ima više dijalekata: yelinda, yembana, yengono, zaman, bene. Nekada se koristio u obrazovanju, religiji i trgovini. Kao jezik šire komunikacije u novije vrijeme ga koristi sve manje ljudi.

## Vanjske poveznice
- Ethnologue (14th)
- Ethnologue (15th)